# Inge Hørup - En dansk maler
Inge Hørup - En dansk maler er en dansk dokumentarfilm fra 1993, der er instrueret af Jan-Erik Sandberg efter eget manuskript.

## Handling
En kort beskrivelse af maleren Inge Hørups hverdag, der går med at male i de omgivelser, der inspirerer til hendes abstrakte billeder.